# Timbres de France 1863
Cet article recense les timbres de France émis en 1863 par l'administration des Postes.
Aucun nouveau timbre n'est émis de 1864 jusqu'en 1867.

## Généralités

### Tarifs
Le 1er janvier les tarifs sont modifiés comme suit :
| Échelon de poids              | Tarif général (entre villes différentes) | Tarif local (même ville) | Tarif spécifique (Paris) |
| ----------------------------- | ---------------------------------------- | ------------------------ | ------------------------ |
| 1er : jusqu'à 10 g            | 20 c.                                    | 10c                      | moins de 15g : 10c       |
| 2e : de 10g à 20g             | 40 c.                                    | 20c                      | 15g à 30g : 20c          |
| 3e : de 20 à 100 g            | 80 c.                                    | 40c                      | 30g à 60g : 30c          |
| par tranche de 100 g, au-delà | 80 c.                                    | 40c                      | par 30g sup. : 10c       |

Il y a donc réapparition d'un tarif spécifique « Paris pour Paris » (et les communes riveraines), avec une augmentation des tranches de poids, et une progressivité plus « lente ». Pour les plis lourds, les tarifs se traduit par une baisse importante par la progressivité adoptée.
Une taxe pour levée exceptionnelle apparaît (pour les plis tardivement apportés au bureau après la levée officielle, mais que le client souhaite voir triés et livrés en urgence).

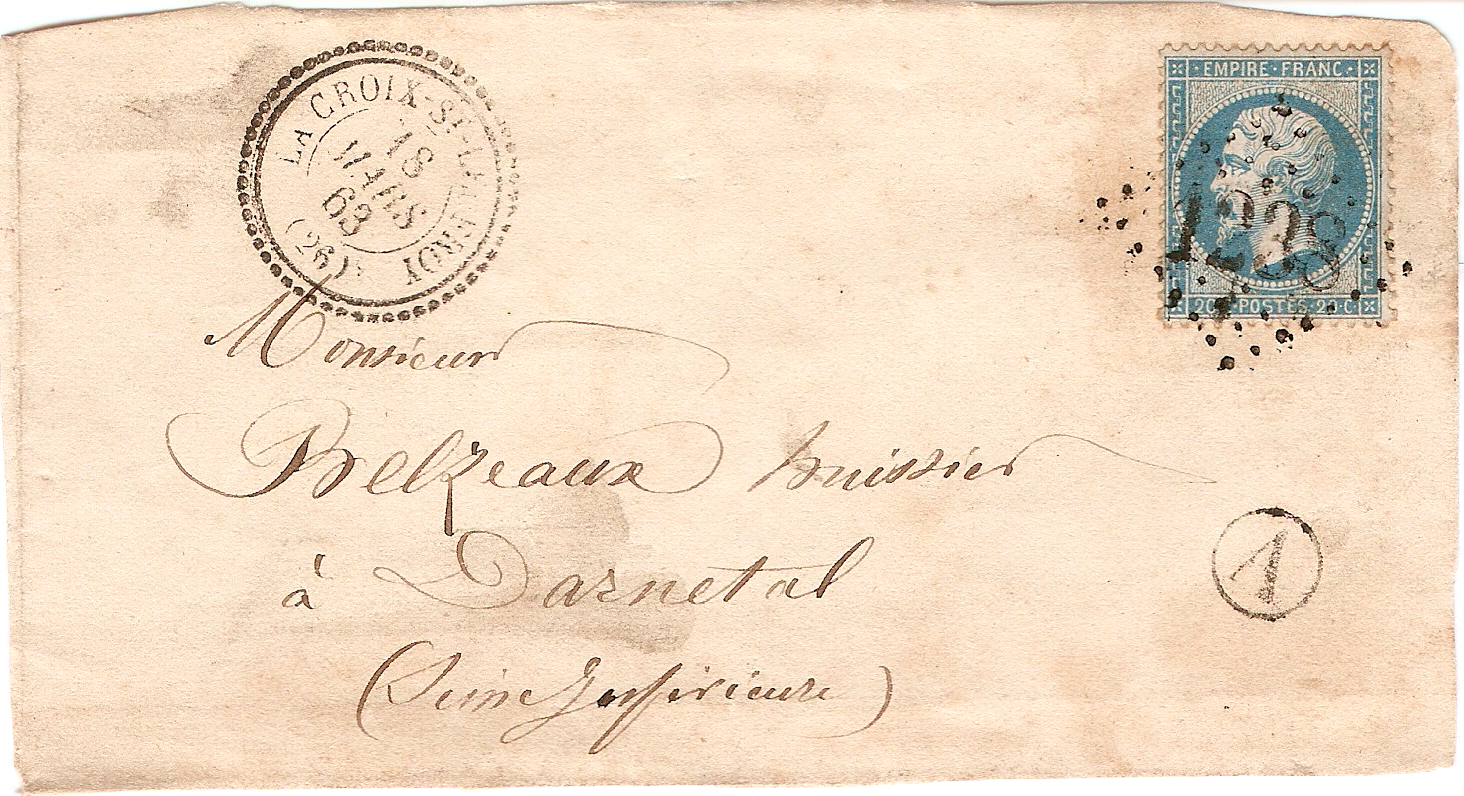
Lettre de 1863 oblitérée par un losange gros chiffre

### Les cachets gros chiffres
À partir du 1er janvier 1863, l'utilisation des oblitérations par losange gros chiffres se substitue à celle des petits chiffres. Les 4409 bureaux français dont environ une centaine pour l'Algérie et l'étranger sont concernés.
La nomenclature des bureaux de poste suit l'ordre alphabétique et sont répartis comme suit :
- 1 (Abbeville), à 4361 (Zicavo en Corse) pour le territoire métropolitain,
- 79 numéros sont réservés à l'Algérie : de 5000 (Aboukir) à 5078 (Valmy).
- 29 numéros pour les bureaux de poste français à l'étranger[1]  de 5079 (Alexandrette) à 5107 (Tunis) sans interruption. Exemples : Alexandrie: 5080 ; Beyrouth : 5082 ; Shanghai : 5104 ou encore Tanger 5106.
- Enfin, les numéros de 5108 à 5172 sont attribués à des bureaux créés par la suite en Algérie et à l'étranger. Par exemple : Yokohama : 5118 (attribué en 1865).
- Les numéros non initialement utilisés entre 4361 et 5000 dit « GC complémentaires » sont destinés aux bureaux de poste de métropole créés ultérieurement, dès 1863 pour les premiers, dans l'ordre des décrets de création.
- En 1869, après épuisement des « numéros complémentaires », des numéros sont attribués aux nouveaux bureaux créés après 1863 jusqu'en 1876 entre 6000 et 6449 (dit de la « deuxième série GC »). Il y a donc une lacune entre 5172 et 6000 dans la numérotation.

Officiellement cette nouvelle numérotation entre en application le 1er janvier 1863, mais des usages antérieurs sont connus : comme en Algérie dès septembre 1862. La première date connue en France est le 19 décembre 1862.
La numérotation initiale sera modifiée après 1871, à la suite de la perte des territoires d'Alsace et Lorraine, les numéros sans usage (les « numéros GC vacants ») seront attribués à des bureaux nouvellement créés, en 1874 et 1875.
Voir l'article détaillé : Oblitération par losange gros chiffres
Les bureaux de Paris utilisent à partir de septembre 1863 une classification propre : de 1 à 40 au centre d'un cachet en forme d'étoile, dont la forme est utilisée par le bureau central (rue du Louvre) depuis 1852. Certains numéros étoiles sont peu fréquents, voire très rares comme le numéro 40 découvert il y a seulement une quinzaine d'années.
En mars 1876, l'usage des oblitérations spécifiques (étoile, ambulants ou GC) pour les timbres est abandonné, ils seront alors annulés comme antérieurement les imprimés et les journaux, par le cachet à date du bureau, mais les numéros GC resteront sur les marques de recommandations ou les cachets de chargements jusqu'en 1900, voire après, pour les cachets encore utilisables et non remplacés.

## Légende
Pour chaque timbre, le texte rapporte les informations suivantes :
- date d'émission, valeur faciale et description,
- formes de vente,
- artistes concepteurs et genèse du projet,
- date de retrait, tirage et chiffres de vente,

ainsi que les informations utiles pour une émission donnée.

## Août

### Empire Lauré, 4 centimes gris

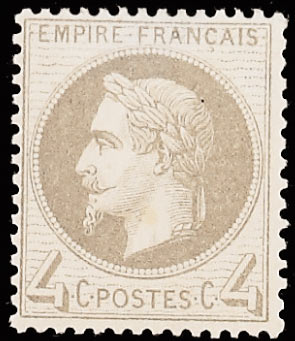
timbre « Napoléon III Lauré » au type 2, 4 centimes gris jaunâtre (1871).

Émis en août 1863, ce timbre est utilisé pour l'affranchissement des imprimés (nouveau tarif du 1er juillet 1863), cette valeur a été créée spécialement pour cet usage. Le dessin, ainsi que la gravure ont été réalisés par Désiré-Albert Barre.
Imprimé en typographie à plat, en planche de 300 timbres-poste composée de deux panneaux de 150, il en a été réalisé environ 77 000 000 exemplaires. Il sera vendu jusqu'à quasi-épuisement et remplacé soit par une Cérès de Bordeaux en 1871, soit par une Cérès de la 3e république en juin 1872.
Avec ce timbre, la nouvelle série spécifique pour toutes les petites valeurs faciales, se poursuit. Il présente 2 types caractérisés par l'ombre sous le menton, entre la barbe et le cou : l'ombre masque la forme du menton, il apparait donc flou au type 1, la regravure présente par contre une ligne de menton nette au type 2.
La couleur du timbre présente des variations assez marquées, et certaines sont recherchées par les collectionneurs. Le type 1, imprimé entre 1863 et 1866, varie d'un gris-lilas clair à un gris lilas foncé. Seul le type 1 présente cette teinte avec une pointe de violet pâle dans le gris. Le type 2, imprimé de 1866 à 1871, varie du gris foncé (en 1866) au gris très clair, et au gris jaunâtre en 1871 sur les derniers tirages.